# 参議院選白票水増し事件
参議院選白票水増し事件（さんぎいんせんはくひょうみずましじけん）とは、2013年（平成25年）7月21日に施行された、参議院議員通常選挙に絡む不正選挙事件である。

## 概要
2013年7月21日に施行された第23回参議院議員通常選挙において、香川県高松市選挙管理委員会が比例代表の開票の際、集計済みの白票約300票を再度入力させ白票を増やした。この選挙で当選した自由民主党所属の参議院議員・衛藤晟一が高松市内での得票が0票となっていたことから、衛藤の支持団体らから刑事告発を受けて高松地方検察庁が捜査していた。
2014年6月25日、元・高松市選挙管理委員会の容疑者ら3人を公職選挙法違反（投票増減）の疑いで逮捕。逮捕されたのは、元高松市選挙管理委員会事務局長の農業委員会事務局長（以下事務局長）、元高松市税務部長、高松市消防局次長（いずれも逮捕時点の役職）など6人。
高松地方検察庁の調べによると、3人は開票作業において白票の数を実際より329票水増しするとともに、衛藤の票を312票減らした。
これにより本件は、選挙制度の根幹を揺るがす「前代未聞」の事態となった。

## 経緯
- 2013年（平成25年）7月22日 - 第23回参議院議員通常選挙において、比例代表の票数を点検した際、パソコン上の票と実際の票数が合わないことに気がつき、集計済みの白票約300票を再度入力させ白票を増やした。
- 2013年（平成25年）8月 - 高松市に匿名で「白票を2回計数した」との手紙が送られる[3]。
- 2013年（平成25年）秋 - 衛藤晟一の支持者からの抗議を受け、高松市が開票作業の検証を公表。この時点では、後に逮捕された高松市選挙管理委員会事務局長は「原因は特定できない」と説明した[1]。
  - 高松市の説明に納得出来ない香川県遺族連合会などが、高松地方検察庁に告発状を提出し、受領された。
- 2014年（平成26年）6月25日 - 元・高松市選挙管理委員会事務局長で、市農業委員会事務局長の容疑者ら6人を公職選挙法違反（投票増減）と刑法の封印等破棄罪で、高松地方検察庁が逮捕した[4]。
- 2014年（平成26年）7月15日 - 高松地方検察庁は6人を起訴（3人は在宅起訴）。
- 2014年（平成26年）9月2日 - 高松地方裁判所で初公判。
- 2014年（平成26年）12月10日 - 高松地方裁判所で判決宣告。6被告人いずれも、執行猶予の付いた懲役刑となる。
- 2015年（平成27年）1月16日 - 農業委員会事務局長と消防局副参与（消防局次長）は懲戒免職処分を受けた。高松市は元職員に対して、退職金の返納を求める[5]。